# هارلممرلی
هارلممرلی (به هلندی: Haarlemmerliede) یک منطقهٔ مسکونی در هلند است که در هارلمرمیر واقع شده‌است.